# 29e sessie van de Commissie voor het Werelderfgoed
Op 14 juli en 15 juli 2005 werden de volgende werelderfgoederen toegevoegd aan de lijst:

## Natuurerfgoederen

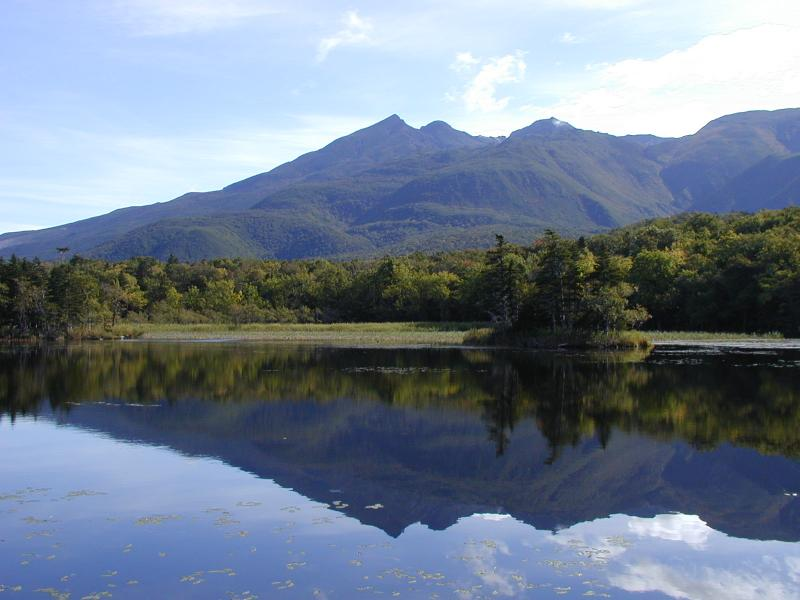
Shiretoko schiereiland en nationaal park in Japan

- Vredefortkrater, een inslagkrater in Zuid-Afrika
- Walvisvallei of Wadi Al-Hitan, een walvisfossielenvindplaats in Egypte
- Schiereiland Shiretoko in Japan.
- Geirangerfjord en Nærøyfjord in Noorwegen
- Eilanden en beschermde gebieden in de Golf van Californië in Mexico
- Dong Phayayen - Khao Yai, een natuurgebied in Thailand
- Nationaal Park Coiba in Panama
- Hoge Kust in Zweden

Verder werden enkele gebieden uitgebreid:
- Nationaal park Valley of Flowers in India
- St. Kilda in het Verenigd Koninkrijk

## Cultuurerfgoederen

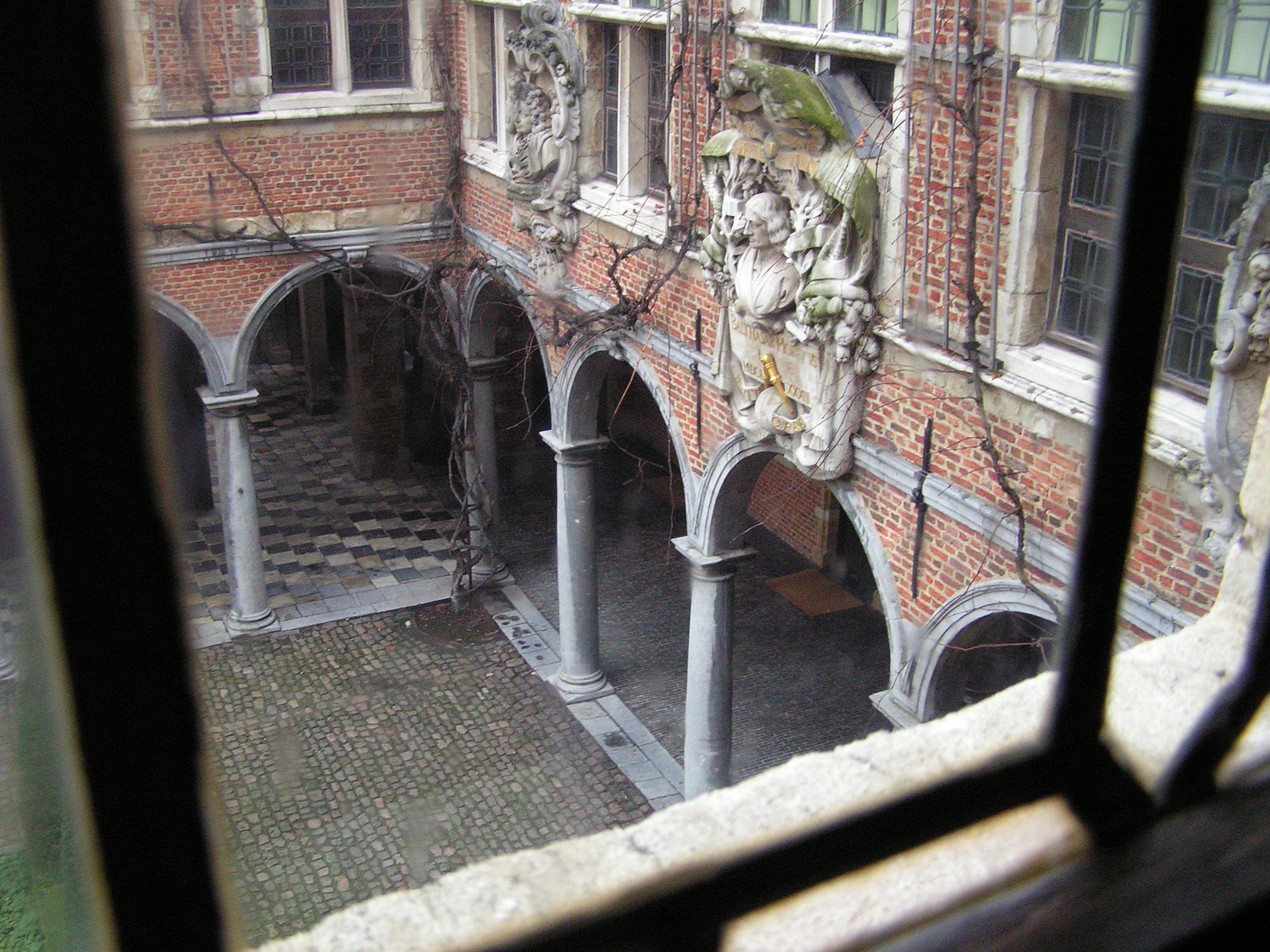
Plantin-Moretus Huis-Werkplaats-Museum Complex

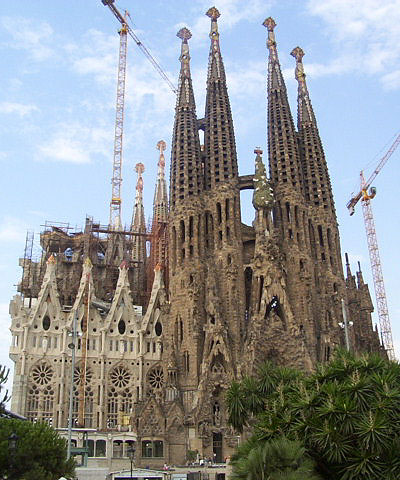
Werken van Antoni Gaudí: Gaudís werk aan de Sagrada Família

- Český Krumlov, stad in zuid Bohemen Tsjechië, beschermd stadsgezicht.
- Gjirokastra, een historische stad in Albanië
- Qal'at al-Bahrain, een tell in Bahrein
- Plantin-Moretusmuseum in België
- Geodetische boog van Struve in Wit-Rusland, Estland, Finland, Letland, Litouwen, Noorwegen, Moldavië, Rusland, Zweden en Oekraïne
- Mostar, in Bosnië en Herzegovina
- Humberstone en Santa Laura salpetergroeves in Chili
- Macau in China
- Cienfuegos in Cuba
- Le Havre in Frankrijk, deel van de stad dat herbouwd is na de Tweede Wereldoorlog
- Soltaniyeh in Iran
- Tel Megiddo, Tel Hazor, en Tel Beër Sjeva, drie historische heuvelsteden in Israël
- Wierookroute / steden in de Negev in Israël
- Syracuse en de Rotsnecropolis van Pantalica in Italië
- Osun-Osogbo heilig bos in Nigeria
- Jaroslavl in Rusland
- Kunya-Urgench in Turkmenistan
- Architectonische, residentiële en culturele complex van de familie Radziwill in Nesvizh in Wit-Rusland

Verder werden enkele gebieden uitgebreid:
- Belforten in België en Frankrijk
- Limes, Grenzen van het Romeinse Rijk in Duitsland en het Verenigd Koninkrijk, eerder was al de Muur van Hadrianus opgenomen, nu komen daar twee trajecten in Duitsland bij.
- Bergspoorwegen van India: Nilgirispoorweg
- Homonidenvindplaatsen van Sterkfontein, Swartkrans en Kromdraai in Zuid-Afrika
- Werken van Gaudí in Spanje: Casa Vicens, Gaudí’s werk aan de Sagrada Familia; Casa Batlló, Cripta Colònia Güell.

1977 · 
1978 · 
1979 · 
1980 · 
1981 · 
1982 · 
1983 · 
1984 · 
1985 · 
1986 · 
1987 · 
1988 · 
1989 · 
1990 · 
1991 · 
1992 · 
1993 · 
1994 · 
1995 · 
1996 · 
1997 · 
1998 · 
1999 · 
2000 · 
2001 · 
2002 · 
2003 · 
2004 · 
2005 · 
2006 · 
2007 · 
2008 · 
2009 · 
2010 · 
2011 · 
2012 · 
2013 · 
2014 · 
2015 · 
2016 · 
2017 · 
2018 · 
2019 · 
2020-2021 ·
2022-2023 ·
2024 ·
2025